# Château de Schwöbber
Le château de Schwöbber est un Wasserburg à Aerzen, dans le land de Basse-Saxe.

## Histoire
De 1510 à 1919 environ, le domaine de Schwöbber appartient à la famille noble de Basse-Saxe des Münchhausen, dont est issu le baron. En 1510, Stacius von Münchhausen, détenteur du gage du château d'Aerzen, ainsi que ses frères sont nommés féodaux de l'église Saint-Boniface de Hamelin avec trois métairies à Schwöbber. Le quatrième fils de Stacius, Hilmar von Münchhausen, colonel royal espagnol au service de Philippe II, devient l'un des hommes les plus riches de son temps en tant que chef mercenaire. Lui et ses fils, Statius (1555-1633) et Hilmar (1558-1617), font partie des grands bâtisseurs du renaissance de la Weser ; en plus de Schwöbber, ils construisent notamment les châteaux de Leitzkau, Bevern et Wendlinghausen.
Après avoir encaissé les biens volés au château de Stolzenau en 1562, le colonel Hilmar acquiert l'ancien monastère de Leitzkau près de Magdebourg en 1564 et commença à y rénover une serrure dans les années suivantes. Toujours en 1564 - après de longues négociations - il reçut l'inhumation avec Schwöbber en tant que manoir nouvellement inscrit, ainsi que la permission souveraine d'y construire un siège noble héritable.
Après avoir encaissé les biens volés au château de Stolzenau en 1562 (il y conserve un burgmannshof), le colonel Hilmar acquiert l'ancien monastère de Leitzkau près de Magdebourg en 1564 et le convertit en château. Toujours en 1564, après de longues négociations, il reçoit l'inscription de Schwöbber en tant que manoir, ainsi que la permission souveraine d'y établir un siège noble héritable. Pour cela, quatre fermes sont déplacées, les propriétaires s'installent un peu plus dans la vallée, emportant avec eux leurs maisons à pans de bois. À partir de 1566 environ, le maître d'œuvre de Hamelin Cord Tönnis planifie la construction du palais, qui commence avant la mort d'Hilmar en 1573 au moyen de drainage, de nivellement et d'excavation, peut-être même de maçonnerie, puis pour sa veuve Lucia von Reden de 1574 à 1578 avec la construction de l'aile médiane. En 1570, Hilmar prend en charge le gage du château de Steyerberg avec le domaine de l'abbaye de Schinna, il meurt en 1573 à Steyerberg. Un peu plus tard, sa famille réussit à agrandir les petites terres arables des fermes de Schwöbber et en échange du village de Grupenhagen.
Lors de la répartition de l'héritage entre les fils en 1574, le quatrième fils, Hilmar II von Münchhausen, rachète le domaine de Schwöbber et le Burgmannshof à Rinteln, que le colonel Hilmar et ses frères avaient acquis en 1527 comme fief de Schaumburg. En 1588, il ajoute l'aile de la porte et de 1602 à 1607 l'aile nord de l'étang. Il y a un double blason de Münchhausen au-dessus de l'entrée de la porte, à savoir celui de la lignée noire d'Hilmar II, et celui de la lignée blanche de son épouse Dorothea (1568-1624), une sœur de Ludolf von Münchhausen à Hessisch Oldendorf ; ainsi que Claus d'Apelern et Otto, constructeur du château de Schwedesdorf à Lauenau.
Le château, y compris la grange aux dîmes et les fossés environnantes, avait à l'origine une cour de ferme devant lui, de sorte que le quatrième côté du complexe est achevé. L'une des filles d'Hilmar II, Hedwige, épousa Gerhard Clamor von dem Bussche en 1607 ; le couple construit un nouveau château sur le modèle de Schwöbber sur son domaine de Hünnefeld à Osnabrück, mais dans des formes baroques simples au lieu du décor Renaissance.
En 1668, Schwöbber passe aux fils d'Hilmar II, Otto von Münchhausen (1643-1717) et son frère Burchard ; à partir de 1690, il appartient à Otto seul. Vers 1700, un jardin encore de style Renaissance est aménagé. Le jardin de Schwöbber est si bien connu à l'époque qu'il est également décrit et illustré en 1714 dans la gravure Nürnbergische Hesperides par le marchand Johann Christoph Volkamer. On sait pour l'année 1715 que le tsar russe Pierre le Grand est un invité à Schwöbber, car il s'intéresse à ce qui est alors la plus grande collection de plantes d'Europe et à l'orangerie avec sa culture d'ananas.
En 1717, le gendre et neveu d'Otto Friedrich von Münchhausen hérite de Schwöbber, et en 1741 son fils Otto II von Münchhausen, qui est scientifiquement impliqué dans la culture fruitière et l'horticulture. En 1750, il convertit le parc du palais en l'un des premiers jardins paysagers anglais d'Europe continentale (et selon les recherches actuelles, probablement le premier parc allemand d'environ huit hectares). La pépinière d'Otto von Münchhausen est l'une des plus importantes de l'époque ; c'est l'une des premières en Allemagne à avoir des arbres d'Amérique du Nord.
La fille d'Otto, Sidonie, épouse Johann Friedrich von Veltheim (1731-1800) à Destedt en 1766, où à partir de 1768, à l'instar du parc de Schwöbber, elle agrandit le petit jardin à la française en un grand parc paysager, avec l'aide du jardinier Lenke. Le frère de Sidonie, l'administrateur du district de Hamelin Otto III (1753-1828), reprend ce parc en 1774.
À partir du milieu du XIXe siècle, le château de Schwöbber est un centre de la vie culturelle régionale et devient une destination touristique. Cependant, August (1798-1861), frère et héritier d'Otto IV, abandonne les serres de Schwöbber. Son fils Johann (1838-1919) loue Schwöbber et achète un terrain en Slovénie.
En 1900, Johann cède le château de Schwöbber à son neveu Burchard (1867-1940). En 1908, l'aile de l'étang brûle à cause de la foudre et en 1920, le domaine et le château, qui appartenaient à la famille Münchhausen depuis 1511, sont vendus pour 126 000 marks-or (valeur inflationniste de 1,5 million de marks).
L'acquéreur, Eduard Meyer (1859-1931), bailleur d'une entreprise de semences à Friedrichswerth, reconstruit l'aile de l'étang incendiée et fait réaménager l'ameublement intérieur par les architectes Heinrich Zeininger et Jürgen von Wangenheim et le peintre Oscar Wichtendahl de manière éclectique entre 1920 et 1922 (avec des emprunts au Moyen Âge, au baroque, au rococo, à l'empire, au classicisme et au symbolisme). Cependant, la conception des années 1920 est maintenant un bâtiment classé.
Pendant la Seconde Guerre mondiale, à partir de 1943, certaines des œuvres d'art de la Kunsthalle de Brême sont transférées au château de Schwöbber. Après la Seconde Guerre mondiale, il accueille un centre de formation des enseignants dirigée par Ada Lessing jusqu'en 1970. La destruction de la guerre en 1945 ainsi qu'un entretien insuffisant et des interventions défavorables après 1960 conduisent à une abolition presque complète de l'ancienne structure historique et de l'importance du parc. De 1985 à 2002, le château sert comme club-house et hôtel du terrain de golf. En octobre 1992, un autre incendie majeur se déclare dans l'aile centrale.
En 2002, Ursula et Friedrich Popken, propriétaires de la chaîne de boutiques de mode Ulla Popken, acquièrent le bâtiment, désormais menacé de s'effondrer, et restaurent et modernisent le château et le parc pour 35 millions d'euros. La restauration, qui commence en 2003, se base sur les plans de 1920. L'ancien réseau de sentiers ne peut être rendu visible que par des fouilles archéologiques approfondies. Après l'élimination de la végétation sauvage qui s'était développée pendant près de 50 ans, les anciennes lignes de vue sont à nouveau libres et révèlent la qualité particulière de l'installation en tant que parc paysager. En 2004, le Schlosshotel Münchhausen 5 étoiles ouvre ses portes. L'équipe de France de football à la Coupe du monde 2006 occupe les lieux.